# جبهه آزادی‌بخش ملی ساندینیستا
جبههٔ آزادی‌بخش میهنی ساندینیستا (به اسپانیایی: Frente Sandinista de Liberación Nacional, FSLN) یک حزب سیاسی سوسیالیست در نیکاراگوئه است. به اعضای این حزب ساندینیستا گفته می‌شود. نام حزب، برگرفته از نام اوگوستو سزار ساندینو است که در زمان اشغال نیکاراگوئه به دست ایالات متحده آمریکا در دههٔ ۱۹۳۰، رهبری مقاومت مردم نیکاراگوئه را برعهده داشت.
جبههٔ ساندینیستا در سال ۱۹۷۹ دولت آناستاسیو سوموسا را برانداخت و به دیکتاتوری خانواده سوموزا پایان داد و دولت انقلابی تشکیل داد. اعضای جبههٔ ساندینیستا از سال ۱۹۷۹ تا ۱۹۹۰ بر نیکاراگوئه حاکم بودند. آنها ابتدا بخشی از یک خونتا به نام خونتای بازسازی ملی بودند اما در پی استعفای اعضای مرکزگرا از این خونتا، جبههٔ ساندینیستا در مارس ۱۹۸۱ انحصاراً قدرت را به دست گرفت. آنها سیاست سوادآموزی عمومی و برابری جنسیتی را ترویج کردند و منابع چشمگیری را به بخش سلامت اختصاص دادند اما به خاطر نقض گستردهٔ حقوق بشر، اعدام‌های دسته‌جمعی و سرکوب اقوام بومی کشور مورد انتقاد بین‌المللی قرار داشتند.
در سال ۱۹۸۱، با پشتوانهٔ آمریکا، گروهی به نام کنتراها برای براندازی جبههٔ ساندینیستا تشکیل شد که توسط سازمان اطلاعات مرکزی آمریکا تأمین مالی می‌شد و آموزش می‌دید. جنگ داخلی بین کنتراها و دولت تا سال ۱۹۸۹ طول کشید. پس از اصلاح قانون اساسی نیکاراگوئه در سال ۱۹۸۷، و پس از سال‌ها جنگ با کنتراها، رییس‌جمهور دانیل اورتگا (از جبههٔ ساندینیستا) انتخابات سراسری سال ۱۹۹۰ را به ویولت باریوس د کامورو (از اتحادیهٔ اپوزیسیون ملی) واگذار کرد اما جبههٔ ساندینیستا همچنان تعداد زیادی از کرسی‌های مجلس قانونگذاری را در اختیار داشت.
در انتخابات سال ۲۰۰۶ نیکاراگوئه، رئیس‌جمهور سابق دانیل اورتگا (از جبههٔ ساندینیستا) با کسب ۳۸/۷٪ آرا، مجدداً به ریاست‌جمهوری رسید و پس از ۱۷ سال پیروزی احزاب دیگر در انتخابات، بار دیگر جبههٔ ساندینیستا را به قدرت بازگرداند. اورتگا و جبههٔ ساندینیستا در انتخابات سراسری سال‌های ۲۰۱۱، ۲۰۱۶ و ۲۰۲۱ نیز پیروز و مجدداً انتخاب شدند.